# La Bazoque (Calvados)
Pour les articles homonymes, voir La Bazoque.
La Bazoque est une commune française, située dans le département du Calvados en région Normandie, peuplée de 195 habitants.

## Géographie
|         | Montfiquet           | Balleroy-sur-Drôme |
| Litteau | La Bazoque           | Planquery          |
| Bérigny | saint-Germain-d'Elle | Cormolain          |

### Hydrographie
La commune est située dans le bassin Seine-Normandie. Elle est drainée par la Drome, le ruisseau de Bindoure, le cours d'eau 01 du Moulin des Essarts, le fossé 03 du Coisel, le ruisseau de la Commune, le fossé 07 de l'Étang, le fossé 04 du Coisel et divers autres petits cours d'eau,.
La Drôme, d'une longueur de 58 km, prend sa source dans la commune de Souleuvre en Bocage et se jette  dans l'Aure à Maisons, après avoir traversé 26 communes. 

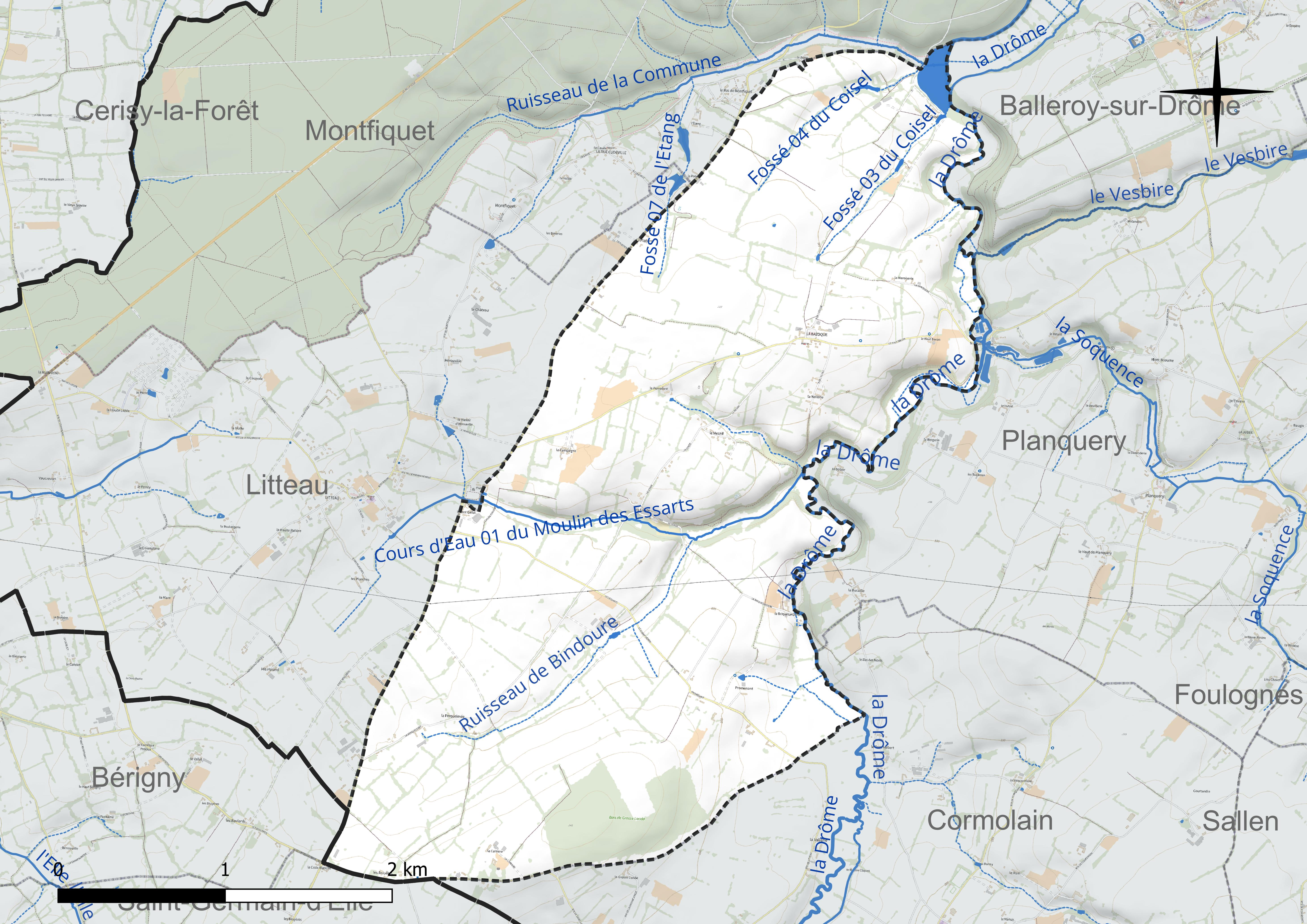
Réseau hydrographique de la Bazoque.

### Climat
Pour des articles plus généraux, voir Climat de la Normandie et Climat du Calvados.
En 2010, le climat de la commune est de type climat océanique franc, selon une étude du CNRS s'appuyant sur une série de données couvrant la période 1971-2000. En 2020, Météo-France publie une typologie des climats de la France métropolitaine dans laquelle la commune est exposée à un climat océanique et est dans la région climatique  Normandie (Cotentin, Orne), caractérisée par une pluviométrie relativement élevée (850 mm/a) et un été frais (15,5 °C) et venté. Parallèlement le GIEC normand, un groupe régional d'experts sur le climat, différencie quant à lui, dans une étude de 2020, trois grands types de climats pour la région Normandie, nuancés à une échelle plus fine par les facteurs géographiques locaux. La commune est, selon ce zonage, exposée à un « climat contrasté des collines », correspondant au Bocage normand, bien arrosé, voire très arrosé sur les reliefs les plus exposés au flux d'ouest, et frais en raison de l'altitude.
Pour la période 1971-2000, la température annuelle moyenne est de 10,5 °C, avec  une amplitude thermique annuelle de 12 °C. Le cumul annuel moyen de précipitations est de 897 mm, avec 13,7 jours de précipitations en janvier et 8,1 jours en juillet. Pour la période 1991-2020, la température moyenne annuelle observée sur la station météorologique la plus proche, située sur la commune de Balleroy-sur-Drôme à 3 km à vol d'oiseau, est de 11,2 °C et le cumul annuel moyen de précipitations est de 924,3 mm,. Pour l'avenir, les paramètres climatiques de la commune estimés pour 2050 selon différents scénarios d'émission de gaz à effet de serre sont consultables sur un site dédié publié par Météo-France en novembre 2022.

## Urbanisme

### Typologie
Au 1er janvier 2024, La Bazoque est catégorisée commune rurale à habitat très dispersé, selon la nouvelle grille communale de densité à 7 niveaux définie par l'Insee en 2022.
Elle est située hors unité urbaine et hors attraction des villes,.

### Occupation des sols
L'occupation des sols de la commune, telle qu'elle ressort de la base de données européenne d'occupation biophysique des sols Corine Land Cover (CLC), est marquée par l'importance des territoires agricoles (96,4 % en 2018), une proportion identique à celle de 1990 (96,4 %). La répartition détaillée en 2018 est la suivante : 
prairies (63,1 %), terres arables (33,2 %), forêts (3,6 %). L'évolution de l'occupation des sols de la commune et de ses infrastructures peut être observée sur les différentes représentations cartographiques du territoire : la carte de Cassini (XVIIIe siècle), la carte d'état-major (1820-1866) et les cartes ou photos aériennes de l'IGN pour la période actuelle (1950 à aujourd'hui).

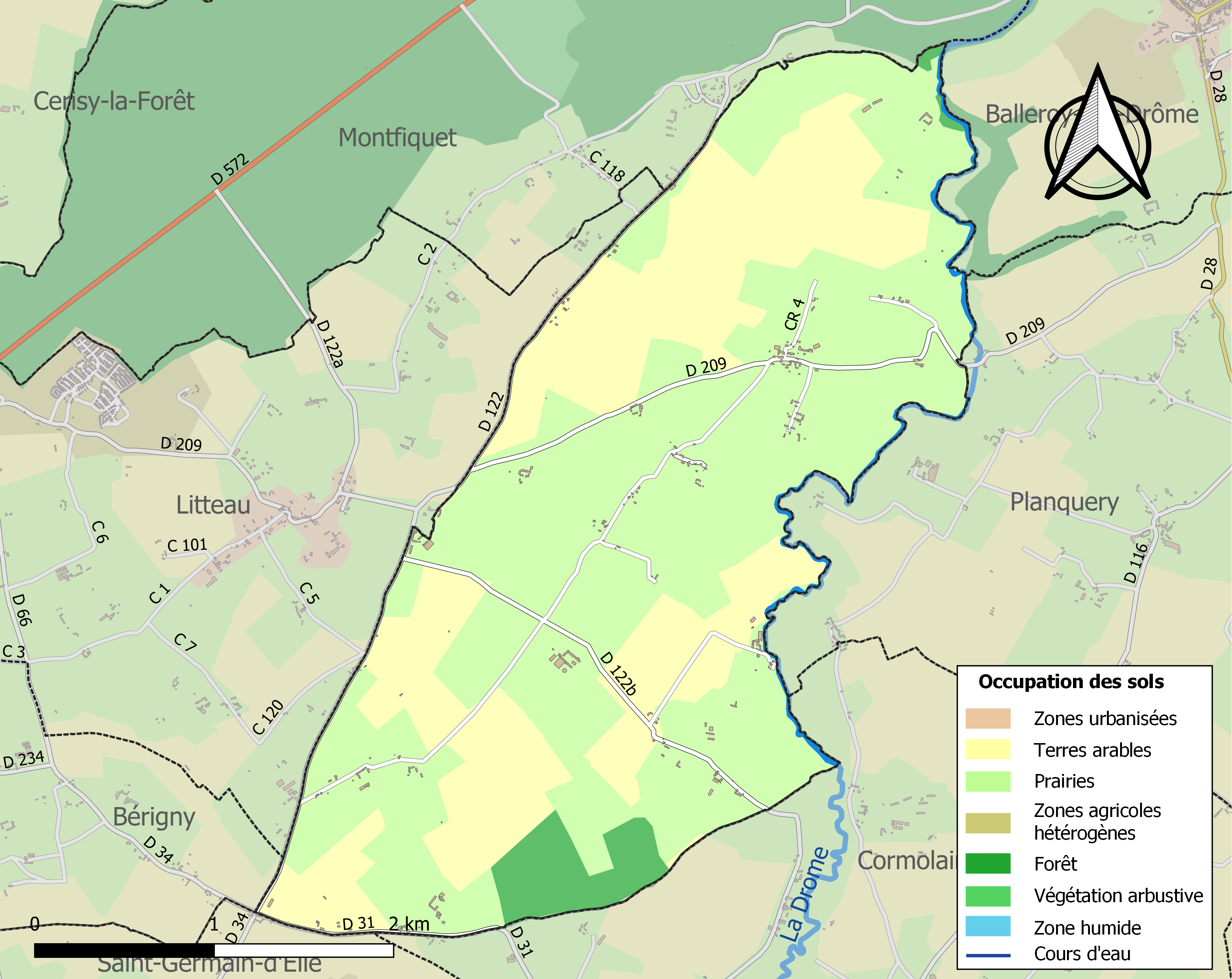
Carte des infrastructures et de l'occupation des sols de la commune en 2018 (CLC).

## Toponymie
Attestée sous la forme Basocha en 1198, Basoca en 1250.
Dans le latin d'église, le substantif était basilica, dont la forme française savante est basilique, qui se présente souvent en toponymie sous les formes basoche et bazoque, comme c'est le cas à La Bazoque.

## Politique et administration
| Période                                  | Période  | Identité             | Étiquette | Qualité     |
| ---------------------------------------- | -------- | -------------------- | --------- | ----------- |
| juin 1995                                | mai 2020 | Gilbert Le Bourgeois | SE        | Agriculteur |
| mai 2020                                 | En cours | Francis Corbeaux     | SE        | Retraité    |
| Les données manquantes sont à compléter. |          |                      |           |             |

## Démographie
L'évolution du nombre d'habitants est connue à travers les recensements de la population effectués dans la commune depuis 1793. Pour les communes de moins de 10 000 habitants, une enquête de recensement portant sur toute la population est réalisée tous les cinq ans, les populations de référence des années intermédiaires étant quant à elles estimées par interpolation ou extrapolation. Pour la commune, le premier recensement exhaustif entrant dans le cadre du nouveau dispositif a été réalisé en 2004.
En 2022, la commune comptait 195 habitants, en évolution de +5,98 % par rapport à 2016 (Calvados : +1,58 %, France hors Mayotte : +2,11 %).
| 1793 | 1800 | 1806 | 1821 | 1831 | 1836 | 1841 | 1846 | 1851 |
| ---- | ---- | ---- | ---- | ---- | ---- | ---- | ---- | ---- |
| 540  | 512  | 545  | 481  | 495  | 476  | 450  | 432  | 464  |

| 1856 | 1861 | 1866 | 1872 | 1876 | 1881 | 1886 | 1891 | 1896 |
| ---- | ---- | ---- | ---- | ---- | ---- | ---- | ---- | ---- |
| 459  | 437  | 418  | 409  | 406  | 354  | 345  | 346  | 342  |

| 1901 | 1906 | 1911 | 1921 | 1926 | 1931 | 1936 | 1946 | 1954 |
| ---- | ---- | ---- | ---- | ---- | ---- | ---- | ---- | ---- |
| 337  | 332  | 316  | 265  | 294  | 291  | 272  | 301  | 280  |

| 1962 | 1968 | 1975 | 1982 | 1990 | 1999 | 2004 | 2006 | 2009 |
| ---- | ---- | ---- | ---- | ---- | ---- | ---- | ---- | ---- |
| 224  | 193  | 158  | 157  | 143  | 153  | 167  | 177  | 163  |

| 2014 | 2019 | 2022 | - | - | - | - | - | - |
| ---- | ---- | ---- | - | - | - | - | - | - |
| 180  | 181  | 195  | - | - | - | - | - | - |

## Culture locale et patrimoine

### Lieux et monuments
- Trou du diable : ancienne carrière ardoisière à ciel ouvert[30].
- Circuit du schiste[30].
- Moulin des Essarts[30].
- Église Saint-Martin de La Bazoque.